# Хумфрі Хос
Хумфрі Хос (ісп. Humphrey Hose; нар. 4 травня 1947) — колишній венесуельський тенісист.
Найвищу одиночну позицію світового рейтингу — 125 місце досяг 4 вересня 1974 року.
Здобув 1 парний титул.
Найвищим досягненням на турнірах Великого шолома було 3 коло в парному розряді.

## Фінали Гран-прі за кар'єру

### Парний розряд: 2 (1–1)
| Результат | W/L | Дата     | Турнір                  | Покриття | Партнер    | Суперник                 | Рахунок  |
| --------- | --- | -------- | ----------------------- | -------- | ---------- | ------------------------ | -------- |
| Поразка   | 0–1 | Сер 1972 | Мастерс Цинциннаті, США | Ґрунт    | Пол Геркен | Боб Г'юїтт Фрю Макміллан | 6–7, 4–6 |
| Перемога  | 1–1 | Сер 1974 | Меріон, США             | Трава    | Рой Барт   | Майк Машетт Фред Макнеер | 7–6, 6–2 |

## Кубок Девіса
- ▲ ▼ позначає результат матчу на Кубок Девіса, після чого вказано дату, місце проведення і тип покриття тенісного корту.

| Rubber outcome | Rubber                                                                      | Тип матчу (партнер, якщо є)                                                 | Країна-суперниця                                                            | Гравець(вці)-суперник(и)                                                    | Рахунок                                                                     |
| ▼2–3; 1–3 травня 1966; Каракас, Венесуела; чвертьфінал зони Америки; тверде                                             | ▼2–3; 1–3 травня 1966; Каракас, Венесуела; чвертьфінал зони Америки; тверде | ▼2–3; 1–3 травня 1966; Каракас, Венесуела; чвертьфінал зони Америки; тверде | ▼2–3; 1–3 травня 1966; Каракас, Венесуела; чвертьфінал зони Америки; тверде | ▼2–3; 1–3 травня 1966; Каракас, Венесуела; чвертьфінал зони Америки; тверде | ▼2–3; 1–3 травня 1966; Каракас, Венесуела; чвертьфінал зони Америки; тверде |
| --- | --------------------------------------------------------------------------- | --------------------------------------------------------------------------- | --------------------------------------------------------------------------- | --------------------------------------------------------------------------- | --------------------------------------------------------------------------- |
| Поразка | I                                                                           | Одиночний розряд                                                            | Шаблон:Дані країни Caribbean/West Indies                                    | Річард Расселл                                                              | 6–4, 3–6, 7–5, 6–8, 0–6                                                     |
| Поразка | IV                                                                          | Одиночний розряд                                                            | Шаблон:Дані країни Caribbean/West Indies                                    | Ленс Ламсден                                                                | 4–6, 7–9, 6–1, 0–6                                                          |
| ▼0–5; 30 квітня–2 травня 1967; Buenos Aires LTC, Буенос-Айрес, Аргентина; півфінал зони Південної Америки; ґрунт        |                                                                             |                                                                             |                                                                             |                                                                             |                                                                             |
| Поразка | I                                                                           | Одиночний розряд                                                            | Аргентина                                                                   | Хуліан Гансабаль                                                            | 1–6, 2–6, 2–6                                                               |
| Поразка | III                                                                         | Парний розряд (з Хуліо Моросом)                                             | Аргентина                                                                   | Роберто Аубоне Едуардо Соріано                                              | 1–6, 6–8, 5–7                                                               |
| Поразка | V                                                                           | Одиночний розряд (Матч без турнірного значення)                             | Аргентина                                                                   | Едуардо Соріано                                                             | 0–6, 6–8, 1–6                                                               |
| ▲3–2; 27–29 квітня 1968; Каракас, Венесуела; чвертьфінал зони Південної Америки                                         |                                                                             |                                                                             |                                                                             |                                                                             |                                                                             |
| Перемога | I                                                                           | Одиночний розряд                                                            | Аргентина                                                                   | Тіто Васкес                                                                 | 4–6, 6–3, 8–6, 6–1                                                          |
| Поразка | III                                                                         | Парний розряд (Хуліо Морос)                                                 | Аргентина                                                                   | Роберто Аубоне Тіто Васкес                                                  | 1–6, 4–6, 8–10                                                              |
| Перемога | V                                                                           | Одиночний розряд                                                            | Аргентина                                                                   | Norberto Herrero                                                            | 6–2, 6–2, 6–2                                                               |
| ▼2–3; 3–5 травня 1969; Каракас, Венесуела; чвертьфінал зони Південної Америки                                           |                                                                             |                                                                             |                                                                             |                                                                             |                                                                             |
| Перемога | II                                                                          | Одиночний розряд                                                            | Колумбія                                                                    | Хайро Веласко стар.                                                         | 6–2, 8–6, 8–6                                                               |
| Поразка | III                                                                         | Парний розряд (з Хорхе Ендрю)                                               | Колумбія                                                                    | Вільям Альварес Тіто Васкес                                                 | 1–6, 6–4, 6–4, 3–6, 4–6                                                     |
| Поразка | IV                                                                          | Одиночний розряд                                                            | Колумбія                                                                    | Вільям Альварес                                                             | 6–0, 6–2, 2–6, 4–6, 4–6                                                     |
| ▼1–4; 22–24 березня 1970; Каракас, Венесуела; чвертьфінал зони Південної Америки                                        |                                                                             |                                                                             |                                                                             |                                                                             |                                                                             |
| Поразка | II                                                                          | Одиночний розряд                                                            | Бразилія                                                                    | Томас Кош                                                                   | 2–6, 8–6, 0–6, 6–1, 6–8                                                     |
| Поразка | III                                                                         | Парний розряд (з Хорхе Ендрю)                                               | Бразилія                                                                    | Томас Кош Жозе Едісон Мандаріно                                             | 2–6, 7–9, 2–6                                                               |
| Перемога | IV                                                                          | Одиночний розряд (Матч без турнірного значення)                             | Бразилія                                                                    | Рікардо Берндт                                                              | 6–4, 6–4, 6–3                                                               |
| ▼1–4; 26–28 березня 1971; Guayaquil TC, Гуаякіль, Еквадор; чвертьфінал зони Південної Америки                           |                                                                             |                                                                             |                                                                             |                                                                             |                                                                             |
| Поразка | I                                                                           | Одиночний розряд                                                            | Еквадор                                                                     | Мігель Ольвера                                                              | 2–6, 4–6, 3–6                                                               |
| Поразка | III                                                                         | Парний розряд (з Хорхе Ендрю)                                               | Еквадор                                                                     | Панчо Гусман Мігель Ольвера                                                 | 3–6, 4–6, 1–6                                                               |
| Перемога | IV                                                                          | Одиночний розряд (Матч без турнірного значення)                             | Еквадор                                                                     | Панчо Гусман                                                                | 6–8, 6–4, 7–5, 6–4                                                          |
| ▼0–4; 24–26 березня 1972; Ріо-де-Жанейро, Бразилія; чвертьфінал зони Південної Америки                                  |                                                                             |                                                                             |                                                                             |                                                                             |                                                                             |
| Поразка | I                                                                           | Одиночний розряд                                                            | Бразилія                                                                    | Томас Кош                                                                   | 3–6, 1–6, 6–2, 6–3, 4–6                                                     |
| Поразка | III                                                                         | Парний розряд (з Карлосом Суеро)                                            | Бразилія                                                                    | Томас Кош Жозе Едісон Мандаріно                                             | 1–6, 3–6, 2–6                                                               |
| No result | V                                                                           | Одиночний розряд (Матч без турнірного значення)                             | Бразилія                                                                    | Карлус Кірмайр                                                              | 8–6, 0–2 abandoned                                                          |
| ▼1–4; 9–11 березня 1973; Est. Рафаель Осуна, Мехіко, Мексика; кваліфікація зони Північної та Центральної Америки; ґрунт |                                                                             |                                                                             |                                                                             |                                                                             |                                                                             |
| Перемога | II                                                                          | Одиночний розряд                                                            | Мексика                                                                     | Вісенте Сарасуа                                                             | 7–5, 6–3, 3–6, 6–1                                                          |
| Поразка | III                                                                         | Парний розряд (з Хорхе Ендрю)                                               | Мексика                                                                     | Рауль Рамірес Вісенте Сарасуа                                               | 4–6, 2–6, 2–6                                                               |
| Поразка | IV                                                                          | Одиночний розряд                                                            | Мексика                                                                     | Рауль Рамірес                                                               | 2–6, 4–6, 5–7                                                               |
| ▼2–3; 23–25 листопада 1973; Богота, Колумбія; кваліфікація зони Північної та Центральної Америки                        |                                                                             |                                                                             |                                                                             |                                                                             |                                                                             |
| Поразка | I                                                                           | Одиночний розряд                                                            | Колумбія                                                                    | Хайро Веласко стар.                                                         | 7–9, 5–7, 5–7                                                               |
| Перемога | III                                                                         | Парний розряд (з Хорхе Ендрю)                                               | Колумбія                                                                    | Хайро Веласко стар. Nunil Velasco                                           | 5–7, 4–6, 6–2, 6–4, 7–5                                                     |
| Перемога | IV                                                                          | Одиночний розряд (Матч без турнірного значення)                             | Колумбія                                                                    | Орландо Агудело                                                             | 6–1, 7–5, 6–2                                                               |
| ▼0–5; 17–19 жовтня 1975; Маргарет Корт Racquet Cl, Тусон, США; кваліфікація зони Америки; тверде                        |                                                                             |                                                                             |                                                                             |                                                                             |                                                                             |
| Поразка | I                                                                           | Одиночний розряд                                                            | Сполучені Штати                                                             | Джиммі Коннорс                                                              | 4–6, 1–6, 3–6                                                               |
| Поразка | III                                                                         | Парний розряд (з Хорхе Ендрю)                                               | Сполучені Штати                                                             | Дік Стоктон Ерік ван Діллен                                                 | 2–6, 2–6, 5–7                                                               |
| Поразка | V                                                                           | Одиночний розряд (Матч без турнірного значення)                             | Сполучені Штати                                                             | Роско Теннер                                                                | 6–3, 3–6, 2–6, 4–6                                                          |
| ▲4–0; 8–10 жовтня 1976; Каракас, Венесуела; перший раунд зони Америки                                                   |                                                                             |                                                                             |                                                                             |                                                                             |                                                                             |
| Перемога | I                                                                           | Одиночний розряд                                                            | Колумбія                                                                    | Хав'єр Рестрепо                                                             | 6–2, 6–4, 6–4                                                               |
| Перемога | III                                                                         | Парний розряд (з Хорхе Ендрю)                                               | Колумбія                                                                    | Орландо Агудело Хав'єр Рестрепо                                             | 5–7, 9–7, 6–2, 6–3                                                          |
| No result | V                                                                           | Одиночний розряд (Матч без турнірного значення)                             | Колумбія                                                                    | Орландо Агудело                                                             | 6–4, 5–7, 6–3, 1–1 abandoned                                                |
| ▼1–4; 12–14 листопада 1976; Altamira Tennis Club, Каракас, Венесуела; кваліфікація зони Америки                         |                                                                             |                                                                             |                                                                             |                                                                             |                                                                             |
| Поразка | II                                                                          | Одиночний розряд                                                            | Сполучені Штати                                                             | Вітас Ґерулайтіс                                                            | 6–3, 4–6, 3–6, 4–6                                                          |
| Поразка | III                                                                         | Парний розряд (з Хорхе Ендрю)                                               | Сполучені Штати                                                             | Фред Макнеер Шервуд Стюарт                                                  | 6–8, 3–6, 4–6                                                               |
| Перемога | IV                                                                          | Одиночний розряд (Матч без турнірного значення)                             | Сполучені Штати                                                             | Дік Стоктон                                                                 | 6–4, 3–6, 11–9, 9–7                                                         |
| ▲3–2; 6–8 жовтня 1978; Нассау, Багамські Острови; перший раунд зони Америки                                             |                                                                             |                                                                             |                                                                             |                                                                             |                                                                             |
| Перемога | I                                                                           | Одиночний розряд                                                            | Шаблон:Дані країни Caribbean/West Indies                                    | Leo Rolle                                                                   | 6–3, 6–4, 6–0                                                               |
| Перемога | III                                                                         | Парний розряд (з Хорхе Ендрю)                                               | Шаблон:Дані країни Caribbean/West Indies                                    | Джон Антонас Leo Rolle                                                      | 6–2, 3–6, 6–2, 6–1                                                          |
| ▼1–4; 27–29 жовтня 1978; Богота, Колумбія; кваліфікація зони Америки                                                    |                                                                             |                                                                             |                                                                             |                                                                             |                                                                             |
| Поразка | I                                                                           | Одиночний розряд                                                            | Колумбія                                                                    | Хайро Веласко стар.                                                         | 3–6, 7–5, 7–5, 4–6, 4–6                                                     |
| Поразка | III                                                                         | Парний розряд (з Хорхе Ендрю)                                               | Колумбія                                                                    | Іван Моліна Хайро Веласко стар.                                             | 4–6, 6–8, 8–6, 4–6                                                          |
| Перемога | IV                                                                          | Одиночний розряд (Матч без турнірного значення)                             | Колумбія                                                                    | Альваро Бетанкур                                                            | 3–6, 6–1, 7–5                                                               |
| ▲4–1; 27–29 жовтня 1979; Каракас, Венесуела; кваліфікація зони Америки                                                  |                                                                             |                                                                             |                                                                             |                                                                             |                                                                             |
| Перемога | II                                                                          | Одиночний розряд                                                            | Колумбія                                                                    | Іван Моліна                                                                 | 7–5, 8–6, 5–7, 6–2                                                          |
| Перемога | III                                                                         | Парний розряд (з Хорхе Ендрю)                                               | Колумбія                                                                    | Іван Моліна Mauricio Posso                                                  | 6–3, 6–4, 6–4                                                               |
| ▼1–4; 7–9 грудня 1979; Est. Рафаель Осуна, Мехіко, Мексика; півфінал зони Америки; ґрунт                                |                                                                             |                                                                             |                                                                             |                                                                             |                                                                             |
| Поразка | I                                                                           | Одиночний розряд                                                            | Мексика                                                                     | Марсельйо Лара                                                              | 3–6, 6–3, 3–6, 6–8                                                          |
| Поразка | III                                                                         | Парний розряд (з Хорхе Ендрю)                                               | Мексика                                                                     | Марсельйо Лара Рауль Рамірес                                                | 3–6, 3–6, 4–6                                                               |
| Перемога | V                                                                           | Одиночний розряд (Матч без турнірного значення)                             | Мексика                                                                     | Хав'єр Ордас                                                                | 6–3, 6–2                                                                    |